# Goral długoogonowy
Goral długoogonowy, goral długoogoniasty, goral chiński (Naemorhedus caudatus) – gatunek ssaka z rodziny wołowatych, występujący w Rosji (na południowo-wschodniej Syberii), Korei, Mongolii i północnej części Chin. Zamieszkuje skaliste i trawiaste tereny w pobliżu lasów. 

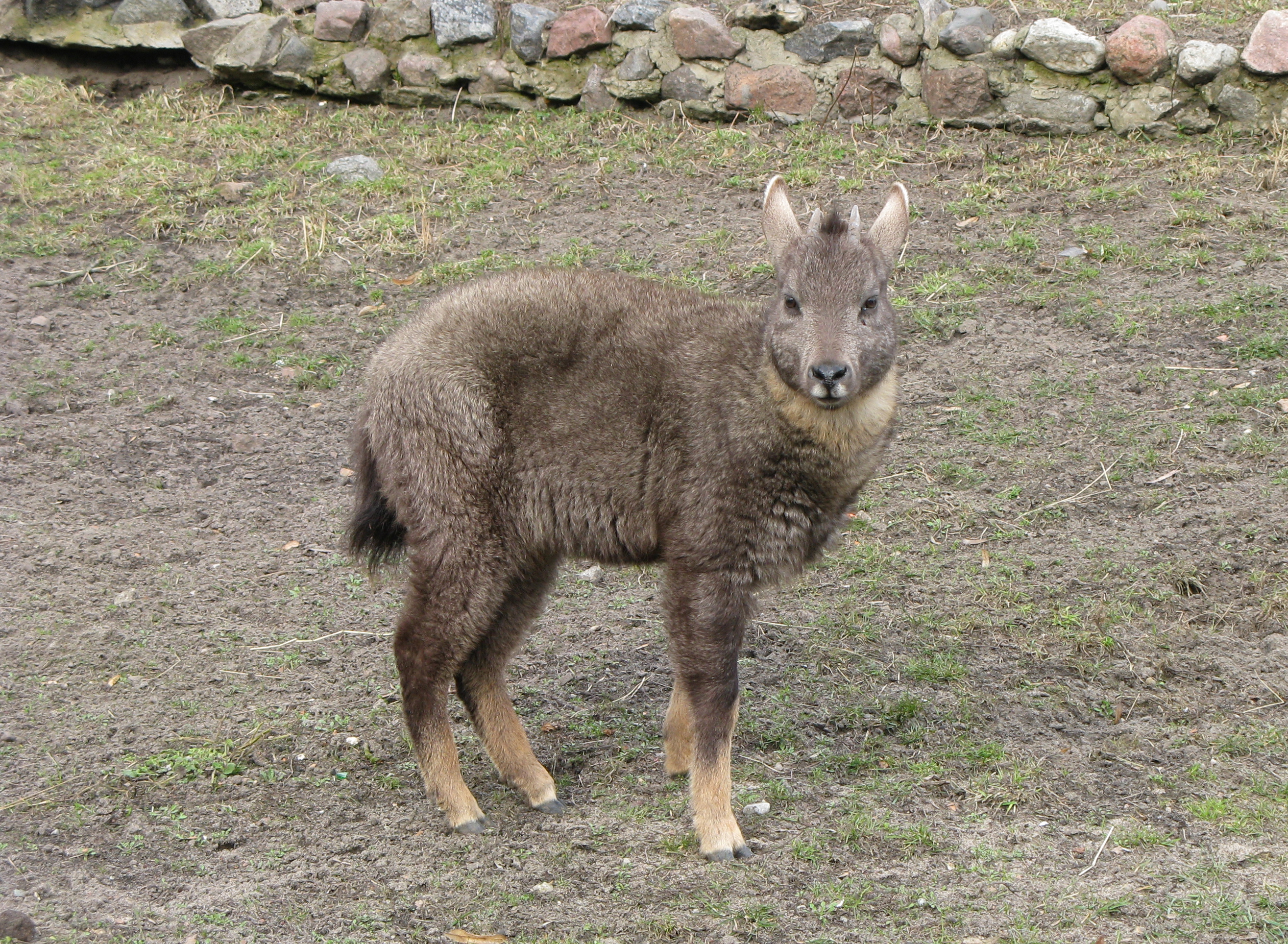
Goral długoogoniasty w Ogrodzie Zoobotanicznym w Toruniu

Odżywia się trawami, gałązkami krzewów i porostami.
Wymiary: 
- długość głowy i tułowia: 95–130 cm
- wysokość w kłębie: 55–75 cm
- masa ciała: 25–35 kg

Sierść o ubarwieniu od szarego do ciemnobrunatnego,